# École nationale des sciences et techniques de l'information et de la communication de l'Université d'Abomey-Calavi
L'école nationale des sciences et techniques de l'information et de la communication de l'Université d'Abomey-Calavi (ENSTIC-UAC) est un institut public de formation en journalisme, audiovisuel et communication au Bénin. Cette école qui est au sein de l'université d'Abomey-Calavi est sous l'autorité de celle-ci.

## Création
L'école nationale des sciences et techniques de l'information et de la communication est la seule institution publique béninoise qui forme les apprenants dans les domaines du journalisme, de l'audiovisuel et de communication. A sa création en 2011, elle est installée dans la ville de Savalou mais reste tout de même rattachée à l'Université d'Abomey-Calavi. C'est en 2016 que les autorités compétentes vont la transférer de Savalou à Abomey-Calavi au sein de l'université.

## Mission
L'ENSTIC-UAC à pour mission de former les jeunes bacheliers béninois et étrangers dans les domaines du journalisme, de l'audiovisuel et de communication. le vendredi 24 janvier 2020, l'école nationale des sciences et techniques de l'information et de la communication signe un partenariat  avec l'institut supérieur des métiers de l'audiovisuel (ISMA) pour proposer à ses apprenants des formations en masters professionnels dans les domaines de la communication publique et politique, de la communication d’entreprise et de la communication événementielle et relations publiques,,,.